# Strajk szkolny w Miętnem (1984)
Strajk szkolny w Miętnem – zorganizowane w 1984 wystąpienie młodzieży Zespołu Szkół Rolniczych w Miętnem w gminie Garwolin w ówczesnym województwie siedleckim. Kilkuset uczniów od końca 1983 prowadziło z dyrekcją spór o usunięcie ze szkoły krzyży, który w okresie między marcem a kwietniem 1984 przybrał formę strajku okupacyjnego.

## Historia
Krzyże w ZSR w Miętnem pojawiły się w salach i na korytarzach po wydarzeniach Sierpnia 1980, natomiast z inicjatywy dyrekcji zaczęto je usuwać w okresie stanu wojennego motywując to świeckim charakterem szkoły. Znaczna część krzyży została zdjęta w listopadzie 1983, zaś 3 grudnia dyrektor Ryszard Domański polecił opiekunom pracowni zdjąć pozostałe krzyże, które zniknęły do dnia 5 grudnia. W związku z działaniami dyrekcji samorząd uczniowski złożył petycję z prośbą o uzasadnienie zdjęcia krzyży. 19 grudnia podczas apelu dyrektor Ryszard Domański uargumentował zdjęcie krzyży porządkiem prawnym i świeckim charakterem szkoły. W trakcie apelu około 30 uczniów na znak protestu wstało i odśpiewało „Nie rzucim, Chryste, świątyń Twych”.
Po odmowie ponownego zawieszenia krzyży w szkole przez dyrekcję w styczniu 1984 spór zaostrzył się i do marca krzyże były kilkakrotnie wieszane przez uczniów i usuwane przez władze szkolne. Po usunięciu ze szkoły wszystkich krzyży 5 marca ostatecznie samorząd uczniowski proklamował strajk okupacyjny 7 marca 1984, do którego przystąpiło około 400 uczniów. W związku ze strajkiem wojewoda siedlecki zawiesił zajęcia w szkole. 27 marca w ZSR w Miętnem wznowiono zajęcia dla około 90 uczniów, którzy podpisali deklarację o respektowaniu świeckiego charakteru szkoły. W czasie strajku o jego zakończenie zabiegał między innymi biskup siedlecki Jan Mazur negocjujący porozumienie w sprawie krzyży w ZSR w Miętnem oraz represjonowanych uczniów i nauczycieli z wojewodą siedleckim oraz ministrem do spraw wyznań Adamem Łopatką. Strajk zakończył się 6 kwietnia 1984 zawieszeniem krzyża w szkolnej bibliotece na mocy porozumienia między Episkopatem i rządem.
W wyniku wydarzeń część uczniów zaangażowanych w strajk nie mogła podjąć ponownie nauki w ZSR w Miętnem. Zredukowano również część etatów, w wyniku czego pracę straciło troje nauczycieli.